# Angel Acuña
Angel Acuña (San Martín, Comentes, Argentina, 1882 — 1957) foi um advogado, político e historiador argentino. Foi presidente do Conselho Nacional de Educação em 1930; subsecretário de Justiça e Instrução Pública entre 1930 e 1932. Escreve: Antecedentes de 1ª guerra con el Paraguay; Mitre, historiador e Groussac en Ia cultura argentina.